# Пічкур карпатський
Пічкур карпатський (Gobio carpathicus) — риба з роду пічкурів, родини пічкурових. Зустрічається виключно у басейні річки Тиса на території України. Прісноводна демерсальна риба до 12 см завдовжки.